# Abraca (jeu vidéo)
Pour les articles homonymes, voir Abraca.
Abraca, sous-titré Imagic Games, est un jeu vidéo de party game fantastique et d'aventure développé et édité par Ankama Canada, sorti sur Microsoft Windows et Mac OS le 31 mars 2016.

## Synopsis
Firmin est un jeune garçon normal, mais qui possède au fond de son jardin un puits d'où sortent des personnages étonnant du monde mystérieux et imaginaire d'Imagi. Avec l'aide d'Abraca, jeune fille de son âge, il doit aider et protéger ces créatures féeriques du monde humain.

## Univers
Entre 2015 et 2016, Ankama annonce une web-série, une bande dessinée numérique ainsi qu'une série télévisée d'animation homonyme. Sa diffusion, originellement prévue pour mi-2017 sur France 3 avec 26 épisodes de 26 minutes,, est annoncée repoussée à deux ans plus tard en 2017.
C'est le studio Ankama Animations qui est chargé de la production de la série. En 2017, Ankama et Ellipsanime Productions se regroupent pour créer la nouvelle société MadLab Animations, qui reprend comme premier objectif la création d'Abraca. Elle sort finalement en décembre 2019.

## Développement
Contrairement aux autres jeux d'Ankama, Abraca n'est pas développé en France par Ankama Games mais au Canada, dans une filiale montréalaise nommée Ankama Canada et créée en 2013. Baptiste Martin est le producteur du jeu.
Ankama Canada ferme peu après la sortie d'Abraca.

## Logotypes

Logo d'essai non officiel.
Logo officiel.